# N301 (België)
De N301 is een gewestweg in België tussen de N35 bij Diksmuide en de N313 in Poelkapelle. De weg heeft een lengte van ongeveer 15 kilometer.
De gehele weg bestaat uit totaal 2 rijstroken voor beide richtingen samen.

## Plaatsen langs N301
- Klerken
- Houthulst
- Poelkapelle